# Mulligan Peak
Der Mulligan Peak ist ein rund 2400 m hoher und eisfreier Berg im ostantarktischen Viktorialand. Am nördlichen Ende der Willett Range ragt er 1,5 km nördlich des Robison Peak auf.
Das Advisory Committee on Antarctic Names benannte ihn 1963 nach John J. Mulligan vom United States Bureau of Mines, der im Dezember 1960 Vermessungen dieses und des südlich von ihm liegenden Berges vorgenommen und dabei Kohlenflöze und fossiles Holz gefunden hatte.